# Теорема о примитивном элементе
Теорема о примитивном элементе — это результат в теории полей, описывающий условия, при которых конечное расширение поля является простым. Более подробно, теорема о примитивном элементе характеризует расширения конечной степени {\displaystyle E\supseteq F}, такие что существует примитивный элемент {\displaystyle \alpha \in E} с {\displaystyle E=F[\alpha ]=F(\alpha )}.

## Терминология
Пусть {\displaystyle E\supseteq F} — произвольное расширение поля. Элемент {\displaystyle \alpha \in E} называется примитивным элементом для расширения {\displaystyle E\supseteq F}, если
{\displaystyle E=F(\alpha ).}
Расширения, для которых существует хотя бы один примитивный элемент, называются простыми расширениями. Любой элемент {\displaystyle x\in E} простого расширения можно записать в виде
{\displaystyle x={\frac {f_{n-1}{\alpha }^{n-1}+\cdots +f_{1}{\alpha }+f_{0}}{g_{k-1}{\alpha }^{k-1}+\cdots +g_{1}{\alpha }+g_{0}}}} где {\displaystyle f_{i},g_{i}\in F,\alpha \in E}
Если же, кроме того {\displaystyle E\supseteq F} сепарабельно и имеет степень n, существует {\displaystyle \alpha \in E}, такое что множество
{\displaystyle \{1,\alpha ,\cdots ,{\alpha }^{n-1}\}}
образует базис E как векторного пространства над F.

## Формулировка
Следующая формулировка теоремы принадлежит Эмилю Артину:
Теорема. Пусть {\displaystyle E\supseteq F} — конечное расширение поля. Тогда {\displaystyle E=F(\alpha )} для некоторого {\displaystyle \alpha \in E} тогда и только тогда, когда число промежуточных полей K вида {\displaystyle E\supseteq K\supseteq F} конечно.
Из этого утверждения следует более традиционная формулировка теоремы о примитивном элементе:
Следствие. Пусть {\displaystyle E\supseteq F} — конечное сепарабельное расширение. Тогда {\displaystyle E=F(\alpha )} для некоторого {\displaystyle \alpha \in E}.
Это следствие можно немедленно применить к произвольным алгебраическим числовым полям, так как поле {\displaystyle \mathbb {Q} } имеет характеристику 0, следовательно, любое его расширение сепарабельно.

## Пример
Далеко не очевидно, что если добавить в {\displaystyle \mathbb {Q} } корни многочленов {\displaystyle x^{2}-2} и {\displaystyle x^{2}-3}, получив поле {\displaystyle \mathbb {Q} ({\sqrt {2}},{\sqrt {3}})} степени 4 над {\displaystyle \mathbb {Q} }, то существует элемент {\displaystyle \gamma \in \mathbb {Q} ({\sqrt {2}},{\sqrt {3}})}, через степени которого выражаются как {\displaystyle {\sqrt {2}}}, так и {\displaystyle {\sqrt {3}}}. Оказывается, однако, что этому условию удовлетворяет
{\displaystyle \gamma ={\sqrt {2}}+{\sqrt {3}}}
Степени {\displaystyle \gamma ,\gamma ^{2},\gamma ^{3}} выражаются как сумма {\displaystyle {\sqrt {2}},{\sqrt {3}}} и {\displaystyle {\sqrt {2}}\cdot {\sqrt {3}}} с целыми коэффициентами. Записав соответствующую систему линейных уравнений, можно выразить из неё {\displaystyle {\sqrt {2}}} и {\displaystyle {\sqrt {3}}} (например, {\displaystyle {\sqrt {2}}=\scriptstyle {\frac {\gamma ^{3}-9\gamma }{2}}}), откуда следует, что {\displaystyle \gamma } является примитивным элементом.